# Gisela Marziotta
María Gisela Marziotta (Bahía Blanca, 19 de marzo de 1975) es una periodista y escritora argentina, diputada nacional por la Ciudad de Buenos Aires por el Frente de Todos desde el 29 de enero de 2020.

## Carrera periodística
Estudió periodismo en Taller Escuela Agencia (TEA) y Ciencia Política en la Universidad de Buenos Aires (UBA). 
Comenzó su carrera a los 17 años, trabajando con Rolando Hanglin en RH Positivo en una radio en Pinamar. También fue periodista acreditada en Casa de Gobierno por Canal 26, a los 20 años.
Fue movilera en el noticiero Azul Noticias de Azul TV (actual El Nueve), y durante ocho años trabajó en la agencia de noticias Télam, en las secciones política e información general. En paralelo, trabajó en el programa Medios locos, junto a Adolfo Castelo, Gillespie, Mex Urtizberea y Marcela Pacheco, en 2000. También participó de ¿Qué hacés a las 12? con Mario Mactas en Radio Continental. 
En 2002 fue columnista de Mariano Grondona en el programa Hora Clave. A fines de ese mismo año y en 2003 fue panelista de Indomables y trabajó en periodismo político con Jorge Lanata, Reynaldo Sietecase, Martín Caparrós, Maximiliano Montenegro y Adolfo Castelo en el programa Día D en ese mismo año. Con Jorge Lanata también trabajó en Radio del Plata. 
En 2004 condujo Hechiceras del espectáculo en Canal 13 junto a Catalina Dlugi, Marina Calabró y Marcela Coronel.
Comenzó a trabajar en América TV y A24 en 2005, donde condujo el noticiero América Noticias medianoche de América TV y El Central de A24 y varios programas periodísticos como Periodistas, Periodistas OD, Otra Dimensión y Tercera Posición hasta 2013. Entre esos programas, fue parte de Semanario, episodio 2 en 2006, también condujo el programa Vidas paralelas y fue columnista de Un mundo perfecto en 2011.
En 2014 regresó a Indomables bajo el nombre Duro de domar hasta 2015, que en ese mismo año fue conductora de Ámbito de Poder en C5N. En 2016 fue parte de Nosotros a la mañana y en 2017 de 23 PM, en 2018 condujo Siempre noticias en Crónica TV y en 2019 fue parte de El diario de Mariana.
Dentro de lo que corresponde a prensa gráfica, escribió para Perfil en el semanario El Planeta Urbano y la revista Siete Días. Ha escrito columnas periódicamente para el diario Página/12.

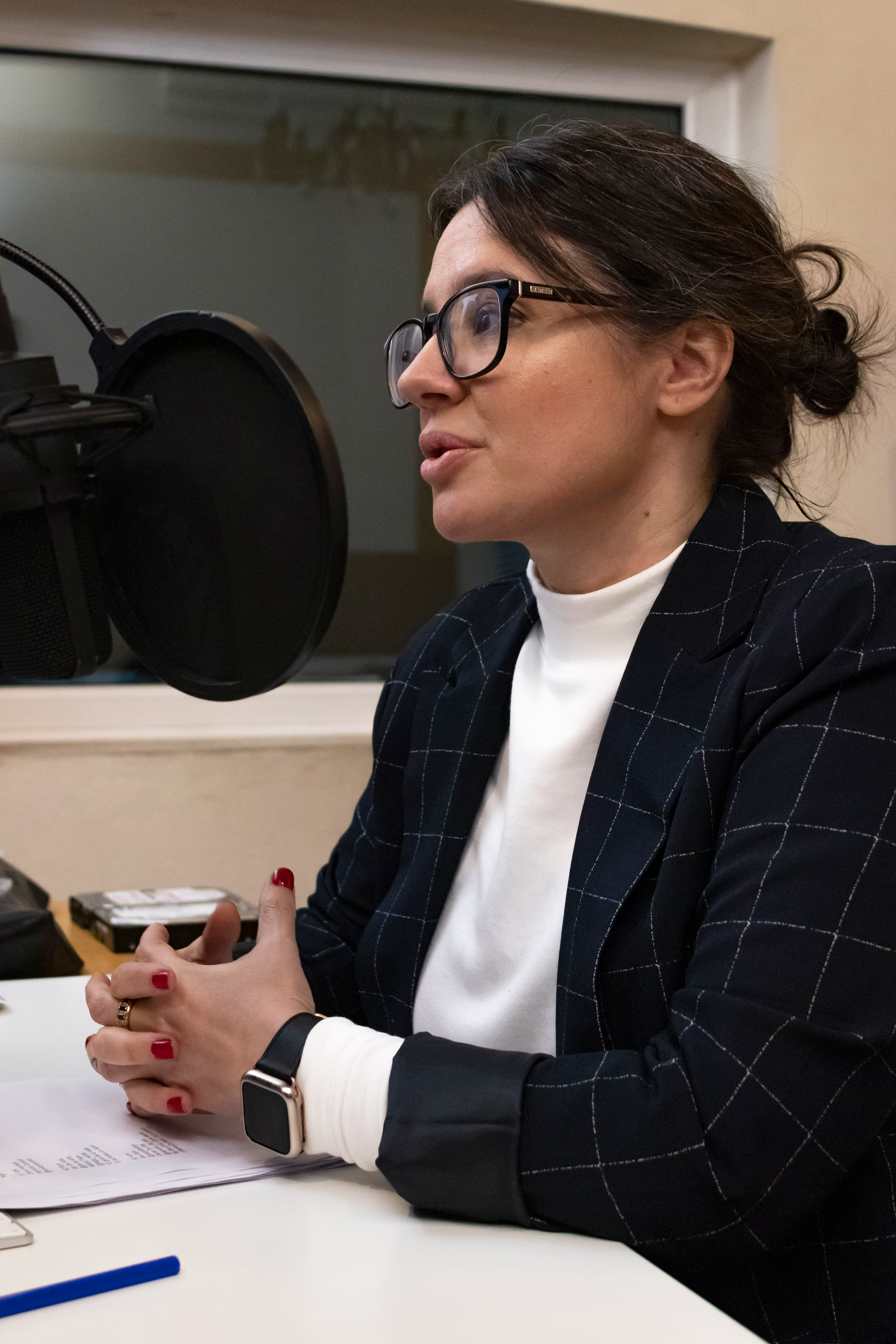
Gisela Marziotta en los estudios de AM 750.

En su paso por la radio, trabajó en Radio Continental con Mario Mactas, en La Red, con el Cholo Gómez Castañón y Mariano Grondona, y estuvo en Radio Mega 98.3 y en Radio Rivadavia condujo la primera mañana en 2012. Fue conductora de La última página y La primera página en AM 750. El programa Las últimas noticias, que condujo hasta julio de 2019 en la misma emisora, fue premiado con el Martín Fierro a mejor programa periodístico vespertino diario en AM.

## Carrera política
En 2017 formó parte de la lista de candidatos de Unidad Porteña a diputados nacionales por la Ciudad de Buenos Aires en la quinta ubicación. En las elecciones de octubre, el frente no logró los votos necesarios para que Marziotta obtenga una banca.
En 2019 fue seleccionada como candidata a vicejefa de Gobierno de la Ciudad de Buenos Aires por el Frente de Todos acompañando en la fórmula a Matías Lammens. El binomio obtuvo el 35,07 % de los votos ante el 55,90 % de Horacio Rodríguez Larreta y Diego Santilli en las elecciones del 27 de octubre.
Con la designación del diputado nacional Daniel Filmus a cargo de la Secretaría de Malvinas, Antártida y Atlántico Sur, y su posterior renuncia a su banca, se liberó un lugar que le correspondía asumir a Marziotta, como integrante de la lista de Unidad Porteña en 2017. Marziotta juró como diputada el 29 de enero de 2020 en la primera sesión del año, para completar el mandato de Filmus hasta 2021.
En las elecciones legislativas de 2021 se presentó para renovar su banca de diputada nacional por el Frente de Todos, en la segunda ubicación de la lista presentada en la Ciudad de Buenos Aires encabezada por Leandro Santoro. La lista obtuvo tres bancas y así Marziotta resultó elegida para un nuevo mandato, iniciado el 10 de diciembre de 2021.
A 2021, se desempeña en la Cámara de Diputados como vicepresidenta segunda de la Comisión de Educación y vocal en las comisiones de Comunicaciones e Informática, de las Personas Mayores, Discapacidad, Libertad de Expresión, Mercosur y Seguridad Interior.

## Libros
- Contrato de señoritas: ni putas ni sumisas. Buenos Aires: Vergara. 2006. ISBN 978-950-15-2377-5.
- Adicta. Buenos Aires: Ediciones B. 2007. ISBN 978-950-15-2377-5.
- Nueve meses sin censura - El embarazo en la mujer actual. Buenos Aires: Grijalbo. 2011. ISBN 978-950-28-0555-9.
- Mejor muertos. Buenos Aires: Planeta. 2015. ISBN 978-950-49-4857-5. En colaboración con Mariano Hamilton.[16]
- Amores bajo fuego. Buenos Aires: Planeta. 2018. ISBN 978-950-49-6237-3.
- Juan Perón, ese hombre. Buenos Aires: Editorial Octubre. 2019. ISBN 978-987-3957-38-3. En coautoría con María Seoane.
- Las primeras. Buenos Aires: Planeta. 2022. ISBN 978-950-49-7431-4.